# Ellis Jeffreys
Ellis Jeffreys (17 de mayo de 1872 – 21 de enero de 1943) fue una actriz teatral y cinematográfica de nacionalidad británica. 
Su nombre completo era Minnie Gertrude Ellis Jeffreys, y nació en Colombo, Sri Lanka. A lo largo de su carrera trabajó en más de 75 producciones teatrales y en 11 películas, teniendo lugar su primera actuación con la Compañía D'Oyly Carte Opera en 1889.
La actriz fue la madre del actor británico George Curzon. Ellis Jeffreys falleció en 1943 en Surrey, Inglaterra.